# Fraaie roodnetboleet
De fraaie roodnetboleet (Rubroboletus legaliae) is een giftige paddenstoel uit de familie Boletaceae. Hij is bekend van eik en linde op iets zure tot gematigd kalkrijke rivierklei.

## Kenmerken

### Uiterlijke kenmerken
Hoed
De hoed is 5–20 cm in diameter, aanvankelijk grijsachtig tot lichtbruin, later roze tot oudroze, soms met een roze rand.
Steel
De steel heeft een lengte van 5–15 cm. Het is gelig in de bovenste helft, daaronder rozerood, met een roodachtig net dat vaak beperkt is tot de bovenste helft. De steel is amyloïde met Melzers reagens.
Poriën
De poriën zijn, in tegenstelling tot die van de Satansboleet en de Roodnetboleet, in het begin gelig, en kleuren maar langzaam oranje tot oranjerood, waarbij de gele tinten vaak nog bij de hoedrand zichtbaar blijven. Bij kneuzing verkleuren ze blauw.
Geur en smaak
Het vlees is geelachtig, verkleurt hemelsblauw bij blootstelling aan lucht (zelden donkerblauw). Het vlees in de steelvoet heeft een aangename geur, die herinnert aan selderij of maggi. Sommige bronnen noemen ook hooi.  De smaak is mild.

### Microscopische kenmerken
De sporen zijn glad en licht dikwandig en meten 9–15 × 4–6 µm (Q=1,9 tot 3) of 11-13 x 4,5-5,5 µm (G.Kibby). De pileipellis (hoedhuid) is een trichoderm. Hij heeft pleurocystiden die fusiform zijn (met verdikt midden en soms lange nek), afmetingen ongeveer 33–48 × 7,3–13,5 µm. De cheilocystiden hebben vergelijkbare vorm en afmetingen. De basidia zijn 4-sporig en meten ca. 29–36 × 11–12 µm. De hoedhuid bestaat uit cilindrische hyfen van 3,7–5,8 µm breed, die dicht verweven zijn; de hyfenuiteinden staan rechtop en zijn in bundels gerangschikt. Daarentegen is het hoedvlees losjes verweven, met cilindrische en vertakte hyfen van 3,7–8,8 µm.
Hyfen bevatten geen gespen.

## Ecologie
Ectomycorrhizapartner van eik op iets zure tot matig kalkrijke, humusarme klei, voornamelijk in lanen en wegbermen in het rivierengebied, zeldzaam. Deze thermofiele soort komt vooral voor in Midden- en Zuid-Europa.

## Verspreiding
Deze soort komt voor in Europa, met name in Zuid-Engeland, Frankrijk, Duitsland, Italië, Slovenië en Tsjechië. In Nederland komt de paddenstoel zeldzaam voor. Hij staat op de rode lijst in de categorie 'gevoelig'.

## Eetbaarheid
Rubroboletus legaliae is giftig en kan gastro-intestinale symptomen veroorzaken. Het wordt sterk afgeraden om deze paddenstoel te consumeren.

## Vergelijkbare soorten
- Satansboleet (R. satanas): heeft een wittere hoed die bruinachtig-oker (nooit roze tot karmijn kleuren) wordt, een meer misselijkmakende geur, en zuivere, dieprode poriën.
- Roodnetboleet (R. rhodoxanthus): heeft een roze-rode hoed en geelachtig vlees dat blauw kleurt bij kneuzing.
- Prachtboleet (R. fuscoroseus): heeft gele poriën, die niet oranje of rood verkleuren.

## Foto's

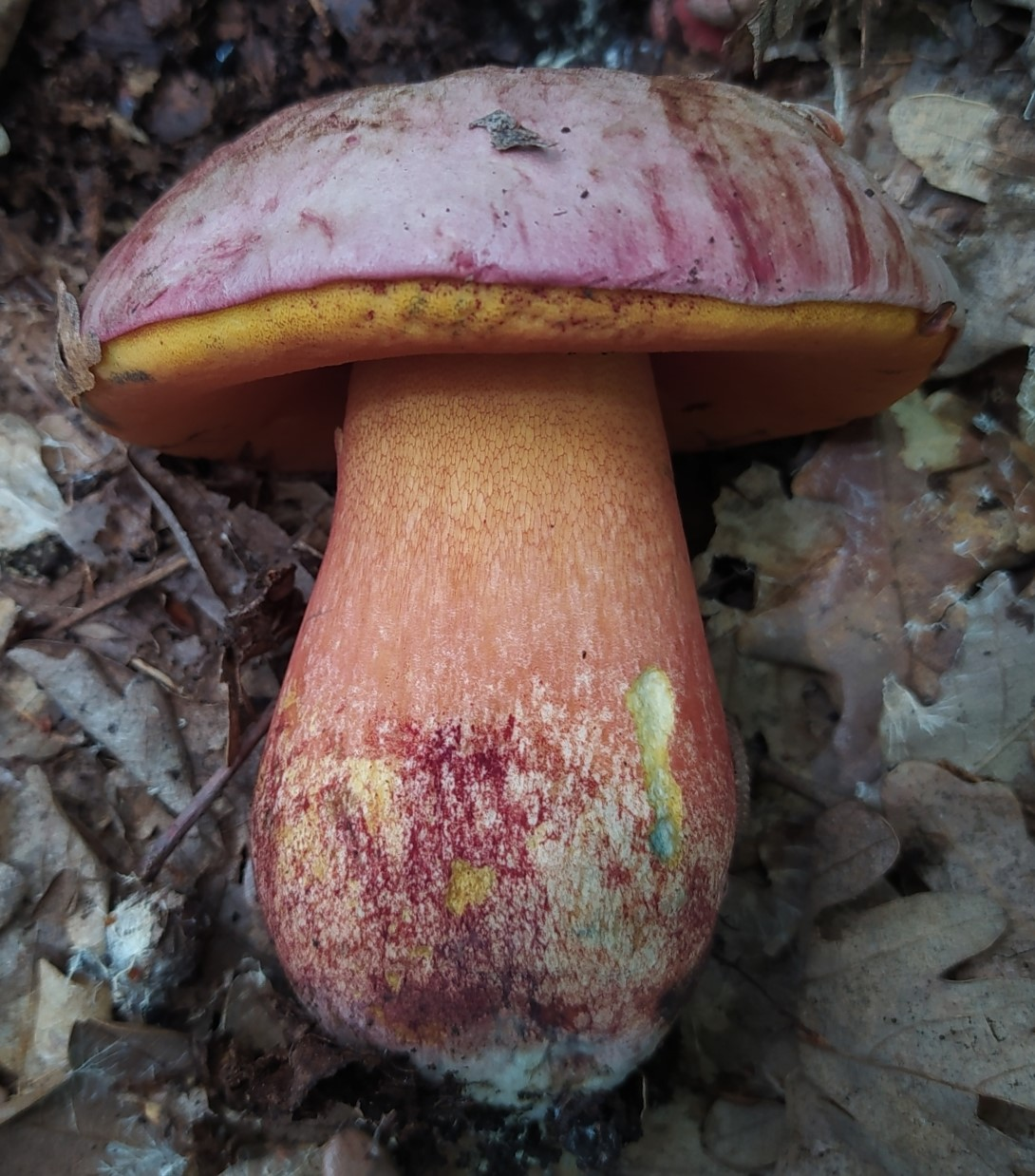
Steel met netwerk
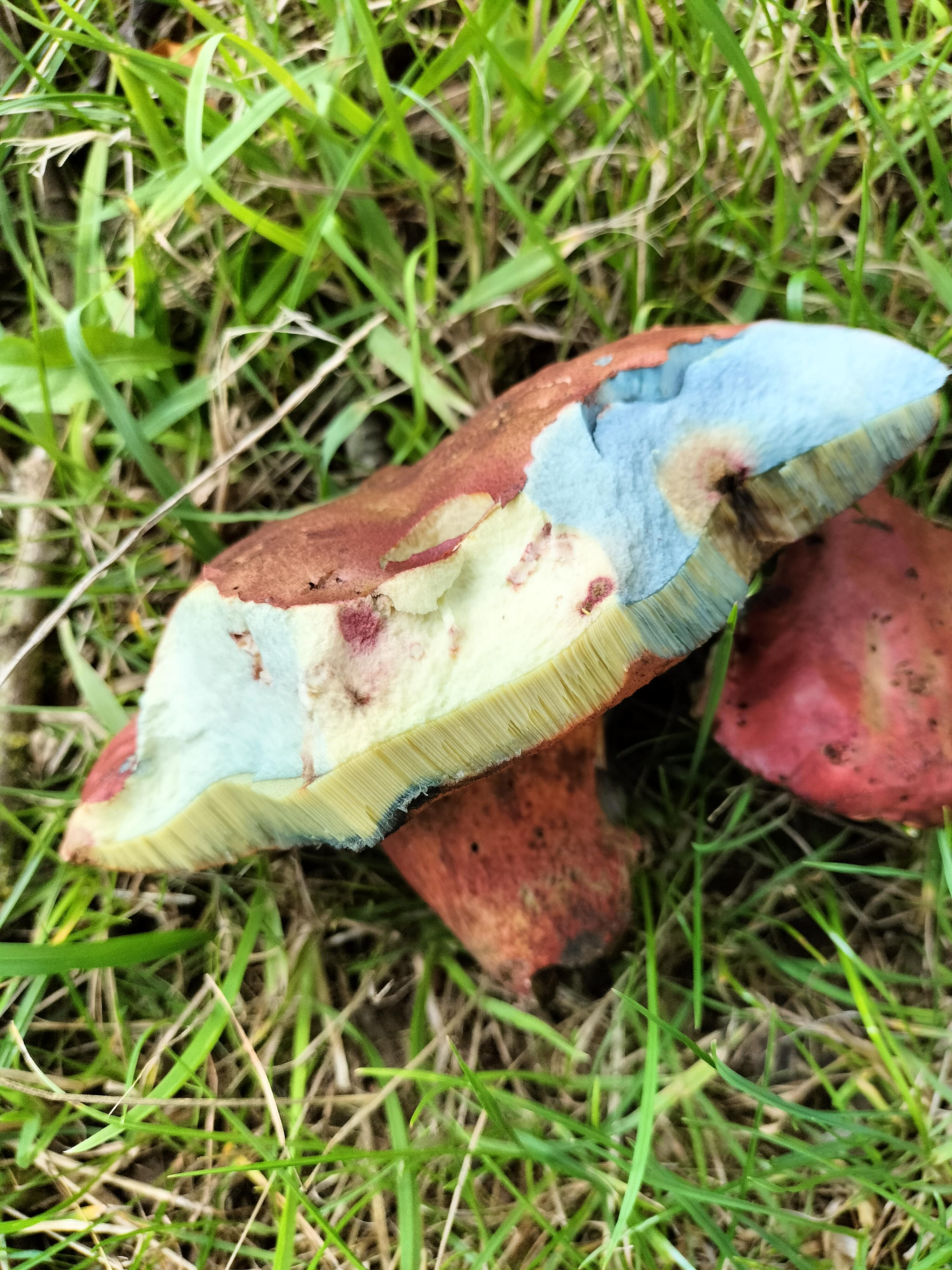
Doorsnede hoed
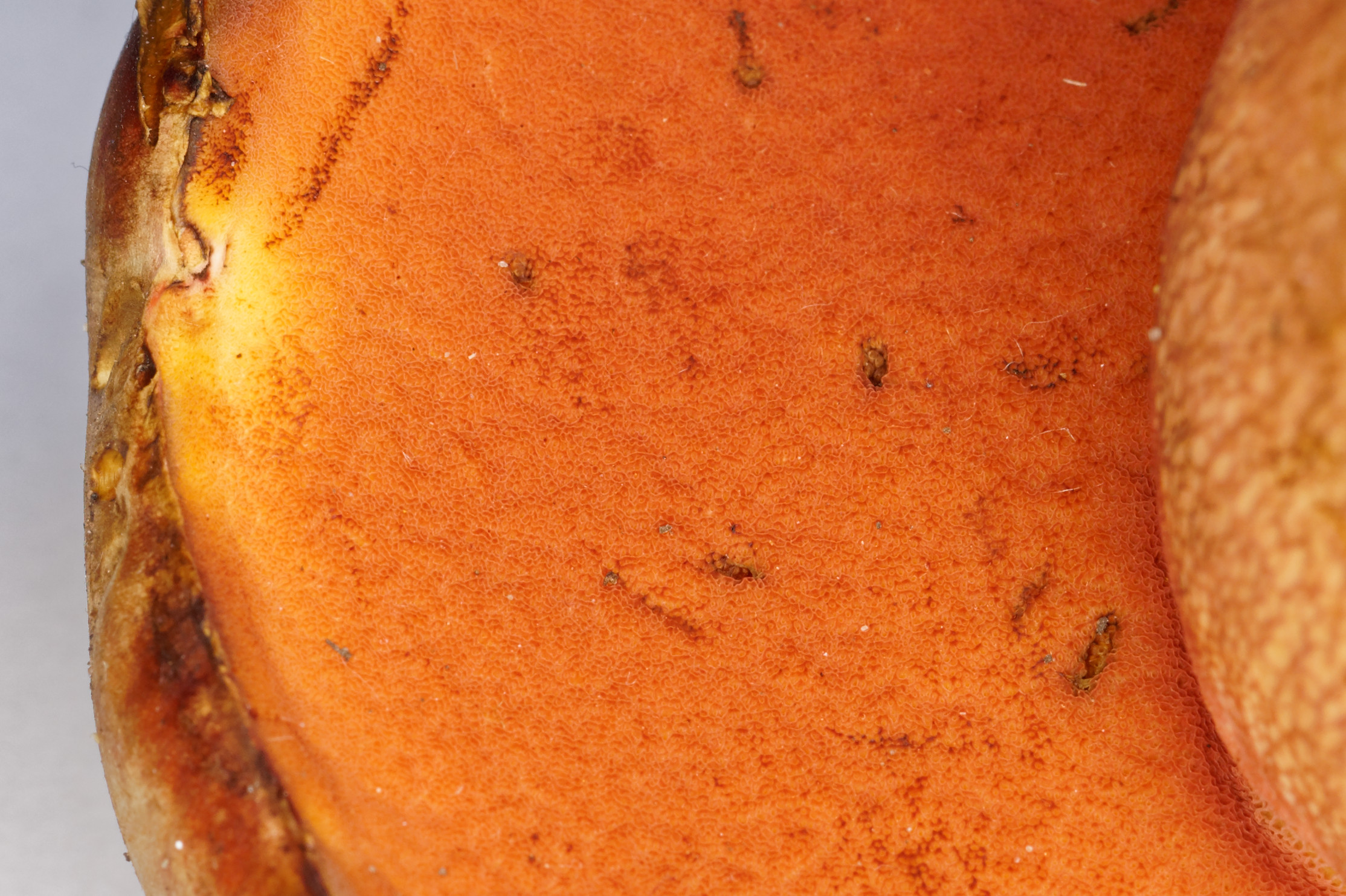
Poriën
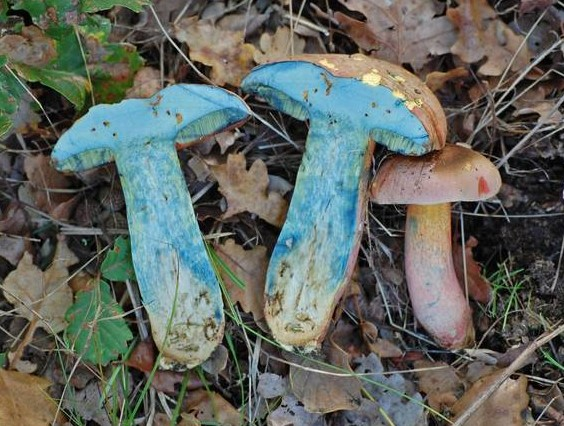
Doorsnede